# 김성수 (래퍼)
김성수(1968년 10월 3일~)는 대한민국의 래퍼이자 작사가이며, 댄스 팝 음악 그룹 《쿨》의 구성원이자 리더이기도 하고, 2018년 7월 11일에는 솔로 록 트로트 음악 가수로도 잠시 활약하였다.
그러한 음악 활동 이외에도 그는, 유닛 성향이 두드러진 스페셜 프로젝트 남성 3인조 댄스 팝 음악 그룹 《노훈수(구성원: 노유민, 천명훈, 김성수)》의 멤버이기도 하며, 2018년 7월 11일 당시에는 솔로 록 트로트 음악 가수로도 활약하면서 바로 이 때에 《베싸메요(추가열 작사, 작곡, 편곡)》라는 노래 작품으로 나름의 이슈를 모았다.
1988년 2월, 서울광영고등학교 제1회 졸업자 출신이기도 한 그는, 1988년부터 1991년까지는 이태원에서, 이후 1991년부터 1994년까지는 신촌에서 각각으로 언더그라운드 다운타운 클럽 디스크 자키로 활동했으며, 1994년 댄스 팝 음악 그룹 《쿨》의 래퍼로 정식 데뷔를 하였다. 그 이외의 프로젝트 활약으로써는 남성 3인조 댄스 팝 음악 그룹 《노훈수》(멤버: 노유민, 천명훈, 김성수)의 구성원이기도 하다.

## 음반 목록

### 솔로 음반
- 2018년 《베싸메요》 ... (추가열 작사 및 작곡 작품인 《베싸메요》가 주요 수록곡, 제작 당시 소속사: 마이다스 이엔티)

## 음반 외 활동

### 뮤지컬
- 2003년 《웨스트 사이드 스토리》

### 드라마
| 연도 | 방송사 | 제목                      | 역할           | 비고     |
| ---- | ------ | ------------------------- | -------------- | -------- |
| 2001 | MBC    | 뉴 논스톱                 |                | 특별출연 |
| 2006 | KBS2   | 안녕하세요 하느님         | 자물통         |          |
| 2007 | KBS2   | 드라마시티 - 무공족구외전 | 상기           |          |
| 2009 | MBC    | 태희혜교지현이            |                | 특별출연 |
| 2010 | ENA    | 김치왕                    | 찐득이         |          |
| 2016 | MBC    | 불어라 미풍아             | 송주리 전 남편 | 특별출연 |
| 2017 | KBS1   | 무궁화 꽃이 피었습니다    | 골칫거리 주민  | 특별출연 |

### 예능
| 연도      | 방송사     | 제목                         | 역할   | 비고 |
| --------- | ---------- | ---------------------------- | ------ | ---- |
| 2000      | MBC        | 스타 서바이벌 동거동락       | 1기    |      |
| 2003      | SBS        | 야심만만                     | 게스트 |      |
| 2004      | MBC        | 놀러와                       | 게스트 |      |
| 2005      | MBC        | 무(모)한 도전・무(리)한 도전 |        |      |
| 2007      | MBC        | 환상의 짝꿍                  | 게스트 |      |
| 2008      | 코미디TV   | 나라를 걱정하는 미녀들       | 진행   |      |
| 2008      | SBS        | 김서방을 찾아라              | 진행   |      |
| 2010      | MBC every1 | 오밤아                       | 진행   |      |
| 2010      | Mnet       | 엠 펍 인 타임스퀘어          | 진행   |      |
| 2012      | Mnet       | 음악의 신                    | 게스트 |      |
| 2014~2015 | MBC        | 무한도전                     | [ 2 ]  |      |
| 2015      | MBC        | 황금어장 라디오스타          | 게스트 |      |
| 2017      | Mnet       | 음악의 신 2                  | 게스트 |      |
| 2018      | KBS2       | 살림하는 남자들              |        |      |
| 2018      | KBS1       | 뮤직 토크쇼 가요 1번지       | 게스트 |      |
| 2019      | MBC        | 미스터리 음악쇼 복면가왕     | [ 3 ]  |      |
| 2021      | TV조선     | 부캐전성시대                 | [ 4 ]  |      |

## 광고
- 2002년 롯데리아(지금의 롯데지알에스)
- 2003년 SK텔레콤 팅
- 2003년 팔도 참마시라면
- 2004년 SK텔레콤 스피드011
- 2004년 LG전자 디지털LG전문점
- 2019년 치킨신드롬

## 홍보대사
- 2007년 평창동계올림픽 명예홍보대사
- 2008년 전국 아마추어 e스포츠대회 홍보대사
- 2010년 무한돌봄 홍보대사
- 2012년 학교폭력예방 홍보대사
- 2014년 평창동계올림픽 명예홍보대사

### 뮤직비디오
- 2015년 지누션 - 한번더 말해줘

## 사건
- 2011년 술을 마신 취기 중에 본의 아니게도 20대 여자를 폭행하여 피소되었으며, 이 사건 관련 혐의 당시에 상대 여자에게 거듭 머리 숙여 사과했다.[5]
- 2004년 강지희 씨(2년 연상녀)와 결혼했으며, 2006년 6월 3일 외동딸(김혜빈)을 득녀했지만, 갈수록 강씨와 성격 차이로 인한 갈등을 겪었다가, 결국 2010년 이혼했는데,[6] 첫번째 이전 부인 강지희[7] 씨는 2012년 10월 17일 《서울 강남 술집 칼부림 사건》으로 인하여 사망했다.[8] 그렇게 또한 김성수는 2014년 다른 여성과 재혼했으나 결국 1년 여만(2015년)에 이혼했다.

## 이슈 및 트리비아
출향 재경 음악가 김성수의 경남 남해 동향 후배 음악가
《쿨》의 김성수는 1968년 경상남도 남해군에서 출생하였고, 아직 어린 시절이기도 하였던 1973년에 일가족들과 함께 경남 통영군(지금의 경상남도 통영시)을 거쳐 서울로 이주한, 이른바 일찌감치 경상남도의 남해군의 출향 인사 출신의 서울특별시의 재경 남해 가족들의 구성원에 속하지만, 결국 어찌저찌타 보니 남해 토박이 출신의 트로트 음악 가수 나상도, 하동근 등의 경상남도 남해군 동향 선배 음악가가 된다.